# Nánási Lovász István (lelkész, 1750–1802)
Nánási Lovász István (Erdély, 1750. – Huszt, 1802.) református lelkész.

## Élete
Nánási Lovász András, a Telekiek udvari papjának a fia, Nánási Lovász István (1624–1683. v. 1684) dédunokája. Az enyedi főiskola diákja volt, majd külföldre ment és 1775. szeptember 14-én beiratkozott a leideni egyetemre. 1778-ban tért haza, majd nagyszebeni főkonsisztórium papja lett, 1782-től Máramarosszigeten, 1787-től Huszton volt lelkész. Ugyanitt 1800-tól mint egyházmegyei jegyző is működött.

## Munkái
- Pharus Hungarico-Batava in memoriam triennalis beneficii, quod Leydae in Collegio Theologico Hungaris constitutum est, Musarum Hungaricarum nomine exstructa. Lugduni Bat., 1778 (Versben. Elősorolja 1715-1778-ig a leideni egyetemen tanult magyar ifjak névsorát odamenetelük éve szerint).
- Buzgó fohászkodás. Mellyet midőn fels. Mária Thérésia királyné aszszonyunk halálának szomorú, ellenben felséges II. Jósef római tsászár ő felségének… uralkodása elkezdésének örvendetes híre érkezett, a nemes nagy Erdély országi reformátum fő consistoriumban Nagy Szebenben a szent gyülekezettel együtt Isten eleibe fel-nyujtott… 1780. esztend. Karácson havának 10. napján. Kolozsvár.